# Nomada dira
Nomada dira är en biart som beskrevs av Otto Schmiedeknecht 1882. Nomada dira ingår i släktet gökbin, och familjen långtungebin. Inga underarter finns listade i Catalogue of Life.